# Reece Burke
Reece Frederick James Burke (sinh ngày 2 tháng 9 năm 1996) là một cầu thủ bóng đá chuyên nghiệp người Anh thi đấu ở vị trí hậu vệ cho câu lạc bộ Luton Town tại Giải bóng đá Ngoại hạng Anh.